# Dòlar d'argent maculat
El dòlar d'argent maculat (Metynnis maculatus) és una espècie de peix de la família dels caràcids i de l'ordre dels caraciformes.

## Morfologia
- Els mascles poden assolir 18 cm de llargària total.[3]

## Hàbitat
Viu en zones de clima tropical entre 20 °C - 28 °C de temperatura.

## Distribució geogràfica
Es troba a Sud-amèrica, a les conques dels rius Amazones i Paraguai.

## Observacions
Posseeix una poderosa dentadura que pot causar greus mossegades als humans.